# Polypodium aztecum
Polypodium aztecum är en stensöteväxtart som beskrevs av Michael D. Windham och Yatsk. Polypodium aztecum ingår i släktet Polypodium och familjen Polypodiaceae. Inga underarter finns listade.